# Виклик (фільм, 1982)
«Виклик» (англ. The Challenge) — американський фільм 1982 року, режисера Джона Франкенгаймера. Інша назва фільму «Меч ніндзя» (англ. Sword of the Ninja).

## Сюжет
Кіото, древня столиця самурайської Японії. Йошида, ревний прихильник віджилих ритуалів, вступає в поєдинок зі своїм, втратившим совість і сором,  двоюрідним братом Хідео. У цю боротьбу самолюбства і суперництва через древній меч був втягнутий американець Рік, найнятий лише як підставна особа. Але він проявляє несподівану завзятість і набивається в слухняні учні до Йошиди, самовпевнено сподіваючись осягнути всі премудрості самурайської науки.

## У ролях
| Актор            | Роль                        |
| ---------------- | --------------------------- |
| Скотт Гленн      | Рік                         |
| Тосіро Міфуне    | Тору Йошида                 |
| Донна Кай Бенц   | Акіко Йошида                |
| Ацуо Накамура    | Хідео Йошида                |
| Келвін Джанг     | Андо                        |
| Клайд Кусацу     | Гоу                         |
| Саб Симоно       | Тошио Йошида                |
| Кійоако Нагаї    | Кубо                        |
| Кента Фукасаку   | Дзіро                       |
| Сього Сімада     | батько Тору Йошиди          |
| Йосіо Інаба      | інструктор                  |
| Сейдзі Міягуті   | старий                      |
| Міїко Така       | дружина Тору Йошиди         |
| Акіо Камеда      | боксер                      |
| Хісасі Осака     | людина з ножем              |
| Юко Окамото      | дівчина на екрані 1         |
| Тай Мацуда       | дівчина на екрані 2         |
| Пет Макнамара    | промоутер                   |
| Памела Боуман    | дівчина в тренажерному залі |
| Рой Ендрюс       | прихвостень                 |
| Генрі Селіз      | Хорхе                       |
| Кадзунага Цудзи  | Хасімото                    |
| Кусуо Кіта       | убивця                      |
| Наото Фуджита    | Танака                      |
| Масао Хісанорі   | Осіма                       |
| Рюдзі Ямасита    | Тошио Йошида в дитинстві    |
| Тошио Чіба       | митник                      |
| Мінору Санада    | Портер                      |
| Шигехіро Кіно    | водій Вана                  |
| Кацутосі Накаяма | таксист                     |
| Масатоши Ісікава | водій                       |
| Еріко Сугита     | жінка в барі                |
| Мунехіса Фуджита | чоловік в барі              |
| Санае Накахара   | касир                       |
| Каната Юено      | стюардеса                   |